# Brakteat z Vadstena
Brakteat z Vadstena (Ög 178) – wykonany ze złota naszyjnik w formie monety, będący najprawdopodobniej ochronnym amuletem, stanowiący jeden z najstarszych zabytków pisma runicznego. Datowany na V/VI wiek. Został odnaleziony w 1774 roku w pobliżu Vadstena w szwedzkiej prowincji Östergötland. Przechowywano go w Muzeum Historycznym w Sztokholmie, skąd został skradziony w 1938 roku. Dziś znany jest tylko z kopii.
Moneta miała średnicę 30,7 mm i ważyła 6,124 gramów. Umieszczony na niej wizerunek przedstawiał ludzką głowę, czworonogie zwierzę oraz ptaka. Inskrypcja runiczna zaczyna się u góry monety i czytana jest od prawej do lewej. Pierwsze litery napisu układają się w słowo tuwatuwa o niepewnym znaczeniu, mające prawdopodobnie funkcję magiczną. Następnie wypisany jest ciąg znaków fuþarku starszego, rozdzielonych na trzy grupy, z czego ostatni znak znajduje się pod zawieszką i jest niewidoczny: fuþarkgw : hnijïpzs : tbemlŋo[d].